# Solari di Udine
Solari di Udine SpA es una empresa italiana que diseña y fabrica pantallas de información pública, históricamente llamadas paneles mecánicos digitales. La empresa fue fundada en 1725 en Údine, una pequeña ciudad en el noreste de Italia. Inicialmente, la compañía se especializó en relojes para torres. Comenzó a trabajar con el diseñador Gino Valle después de la Segunda Guerra Mundial y desarrolló pantallas con cuatro ventanas, cada una con diez dígitos cada una, para mostrar la hora y los minutos. Finalmente, se diseñaron pantallas con 40 tablillas en cada ventana, con la ayuda del inventor belga John Myer. Las nuevas pantallas podían incluir números y letras, lo que permitió su uso en numerosas aplicaciones, como los paneles informativos de salidas y llegadas de grandes estaciones y aeropuertos.
El reloj Cifra 5 de la empresa recibió el premio Compasso d'Oro en 1956. En equel año, Solari vendió su primer panel indicador de tablillas a la Estación de Liège-Guillemins en Bélgica. Posteriormente, fabricó miles de estos marcadores para aeropuertos y estaciones de tren de todo el mundo. No hay un registro conocido de las pantallas fabricadas por Solari que se hayan conservado, y la gran mayoría de ellas han sido reemplazadas por pantallas más modernas.

## Historia

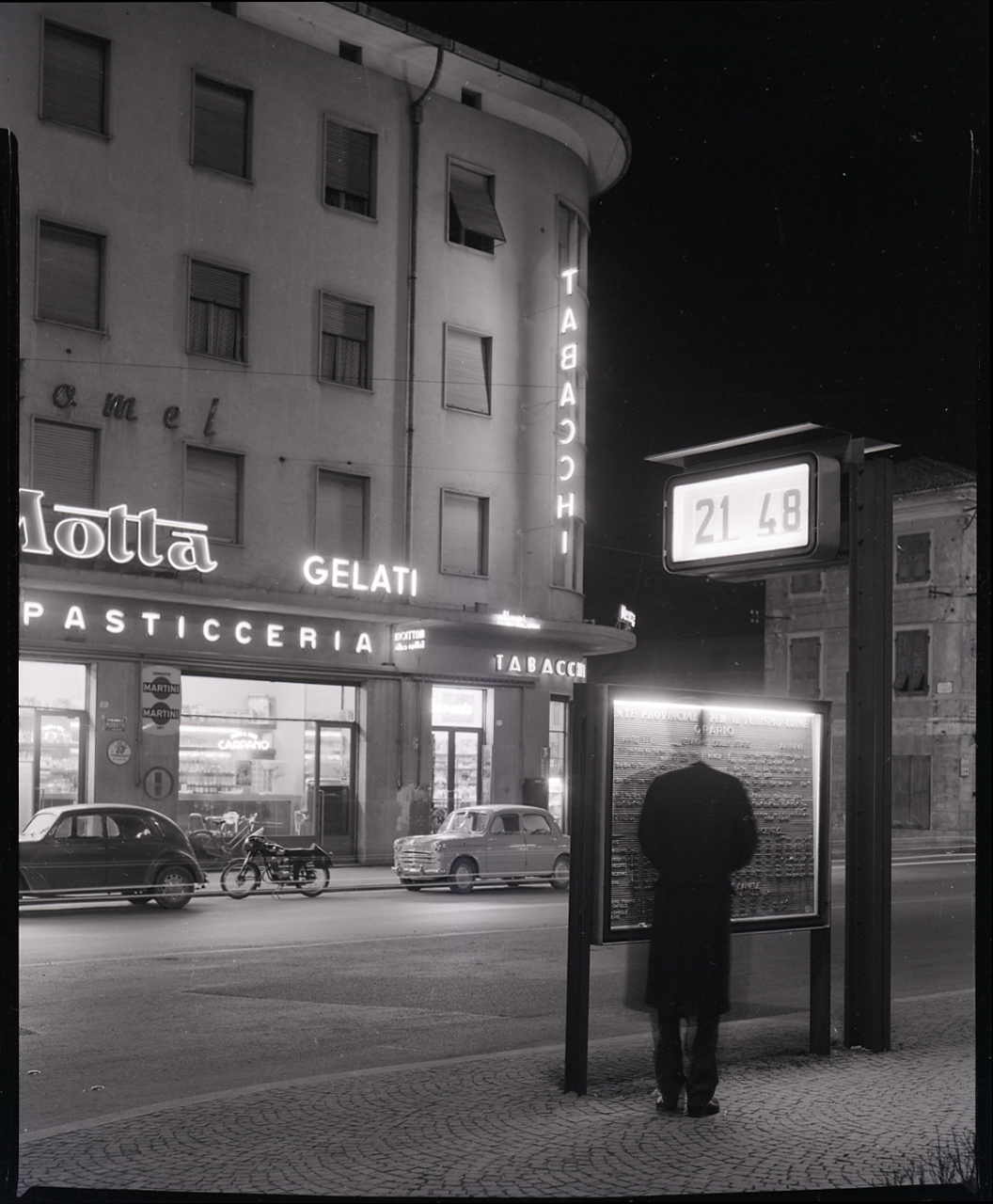
Cifra 23 de Solari di Udine, reloj con pantalla de tablillas de la década de 1960, frecuente en lugares como el Aeropuerto de París-Orly o la Estación Warszawa Centralna

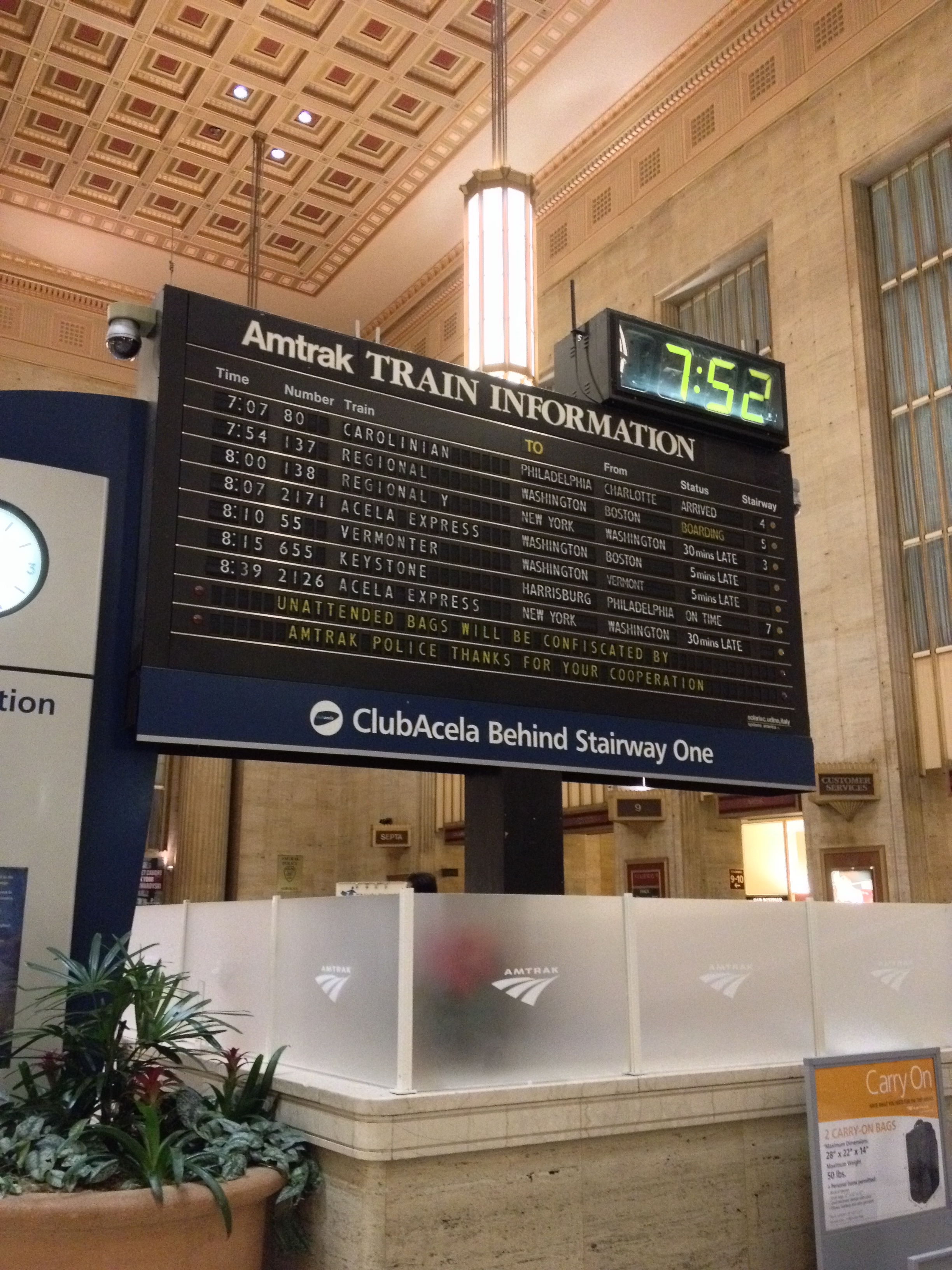
Reloj de la Estación de la Calle 30 en 2013, trasladado al Museo del Ferrocarril de Pensilvania

### 1725 a 1919: fábrica de relojes de torre
1725 es el año oficial de la fundación de la primera planta de producción, que estaba ubicada en Pesariis, un pequeño pueblo de montaña en Carnia. La empresa Fratelli Solari era conocida como «la antigua y galardonada fábrica de relojes de torre». De hecho, durante más de dos siglos la empresa produjo relojes de torre y relojes de pared ornamentales.
Durante el siglo XIX, la empresa se expandió constantemente, desarrolló la producción y contrató a muchas personas: de una actividad puramente artesanal pasó gradualmente a ser una actividad industrial, tomando el nombre de Fratelli Solari & Co. La producción sufrió un revés en 1917, cuando las repercusiones de la Primera Guerra Mundial provocaron la pérdida de importantes herramientas de producción.

### De 1919 a 1940: Hermanos Solari y Compañía
Oficialmente, el nombre Fratelli Solari &c. apareció en 1919, cuando se reanudaron las actividades tras el final del conflicto. La empresa estaba controlada por la familia Solari, que en 1934 amplió la estructura empresarial a 7 socios, todos hijos de los tres hermanos (Giovanni Battista, Giacomo y Antonio), asumiendo al mismo tiempo el nombre de "Ditta Fratelli Solari. Fábrica de relojes de torre premiada. Casa fundada en 1725".
En 1937 la empresa absorbió la compañía B.D.S. (dedicada a la industria y el comercio de bujías para motores de combustión en Udine), convirtiéndose en la Empresa F.lli Solari - Fabricante premiado de relojes de torre y relojes eléctricos y bujías para motores de combustión B.D.S., procesamiento mecánico en general, una decisión que revelaba una estrategia incierta en la gestión de la empresa. En este período surgieron crecientes diferencias de opinión entre los primos, hasta el punto de que en 1940 cuatro de ellos, entre ellos Fermo y Remigio, vendieron sus acciones y abandonaron la empresa.

### De 1940 a 1957: Solari R. &C.
Tras dejar el negocio familiar, los cuatro no dejaron de diseñar relojes, y establecieron temporalmente su negocio en un taller de Tolmezzo. Remigio Solari, mecánico e inventor, diseñó un reloj con un panel de tablillas (un reloj de fichar) con características muy avanzadas con respecto al mercado de la época (el primero en Europa que podía funcionar tanto eléctricamente como manualmente), un éxito que le llevó a la creación en 1948 de una nueva empresa, la «Fábrica de Relojes Industriales - Remigio Solari &c. (F.O.I.S)», con sede en Udine.
Alrededor de la década de 1950, la empresa creció rápidamente, gracias a algunos inventos importantes de Remigio y a la dirección de su hermano menor Fermo Solari. Sobre todo, la invención del reloj de tablillas, cuya tecnología también se aprovechó (según la intuición de Fermo) para indicadores remotos y el desarrollo de modernos sistemas de información pública, en estructuras como las estaciones de ferrocarril.
La patente de la pantalla de tablillas garantizó una ventaja competitiva decisiva a Solari, que instaló mecanismos sincronizados y sistemas de información pública en toda Italia y luego en todo el mundo. Las tablillas eran fácilmente adaptables a cualquier idioma, incluso con caracteres de escritura diferentes a los occidentales, propiciando una rápida expansión del negocio en el extranjero. Para la parte estética, la empresa contó a menudo con la colaboración del arquitecto Gino Valle, tanto para algunos relojes que se hicieron muy conocidos como para los paneles indicadores. La muerte prematura de Remigio, ocurrida en julio de 1957, tuvo un fuerte impacto en el área de investigación y desarrollo de la empresa que, durante la reorganización, pasó a ser una sociedad anónima, con el nombre de «Solari &c. - Údine SPA».

### De 1957 a 1964: Solari &c. - Udine S.p.A.

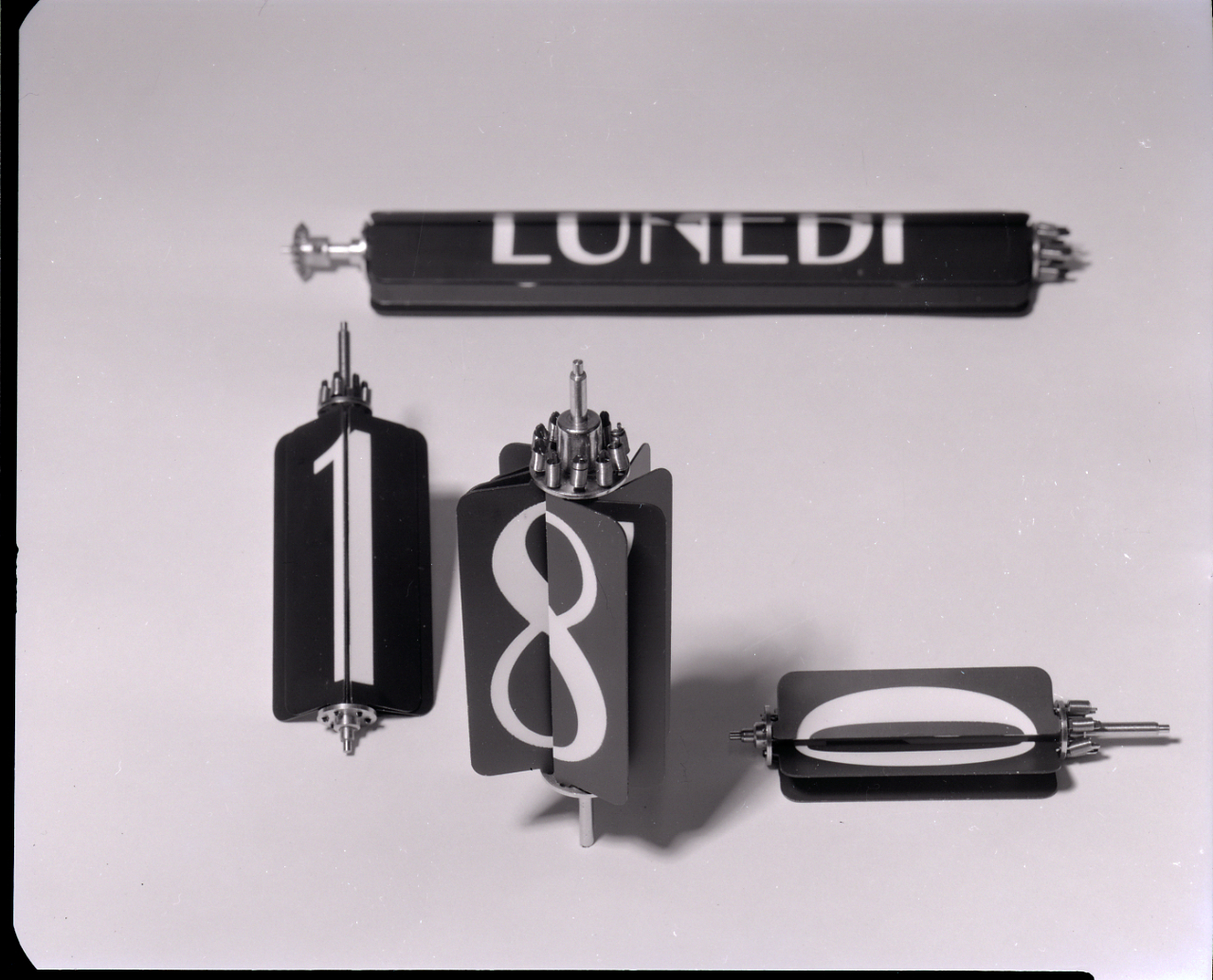
Foto de Paolo Monti, 1965

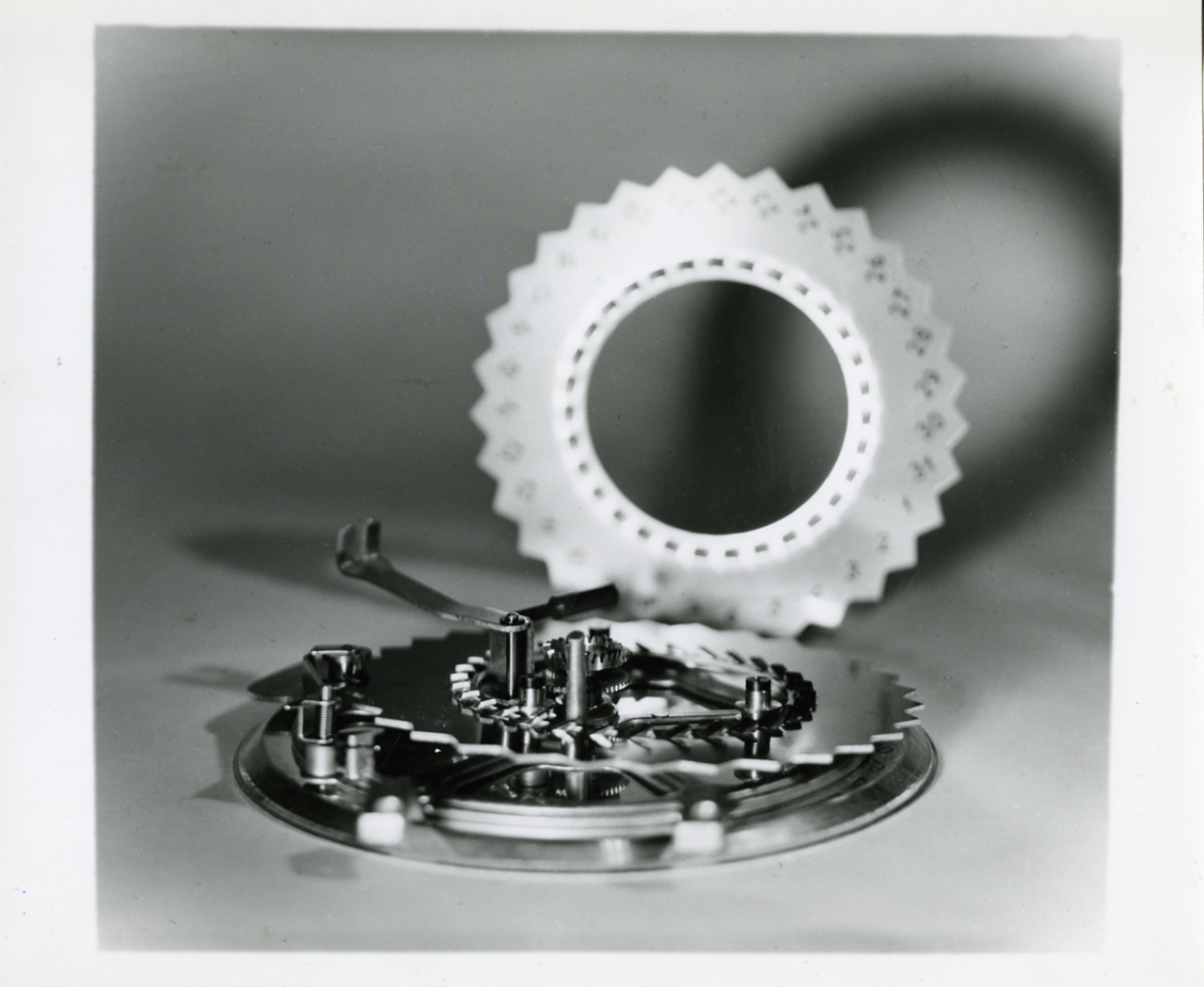
Foto de Paolo Monti, 1965

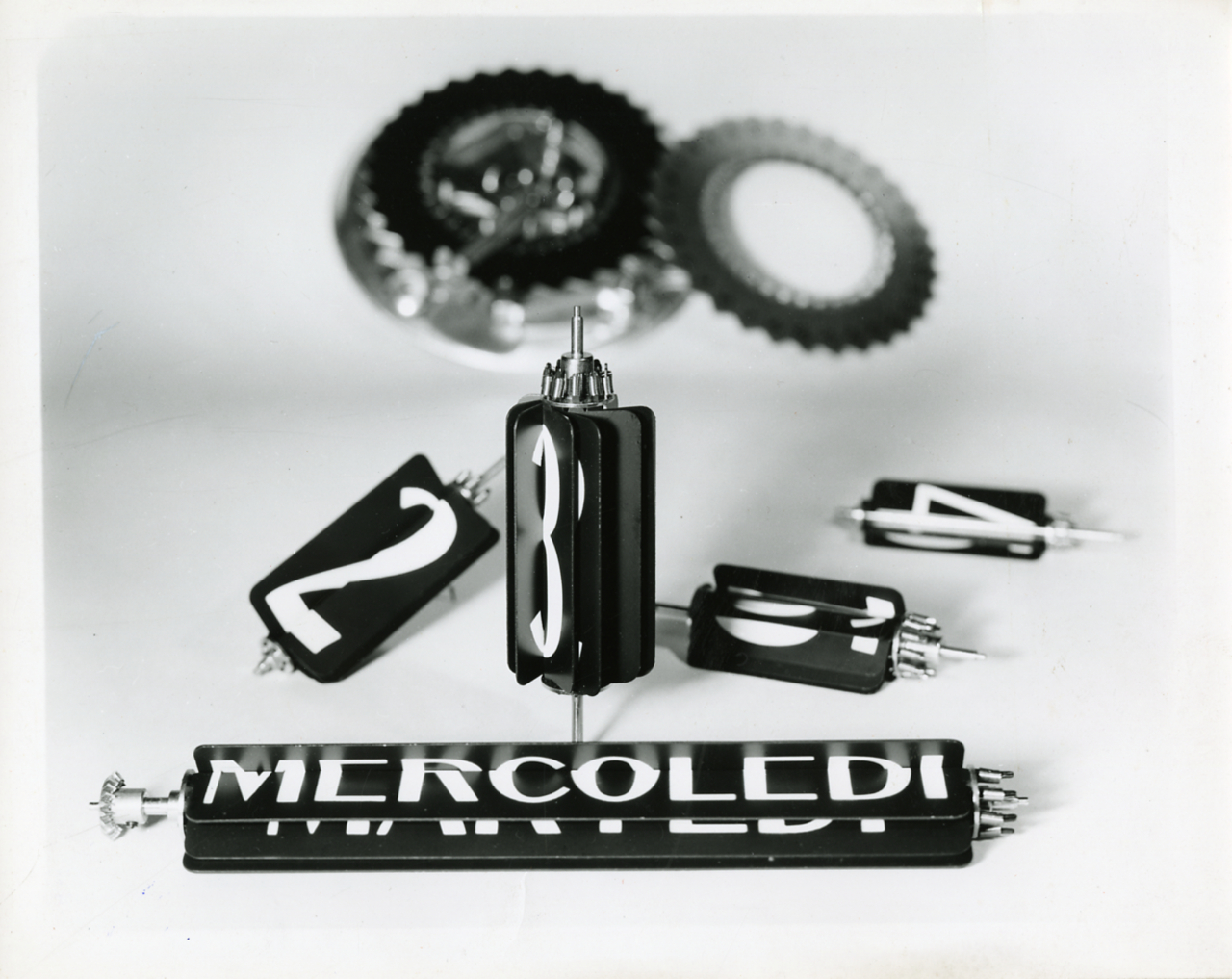
Foto de Paolo Monti, 1965

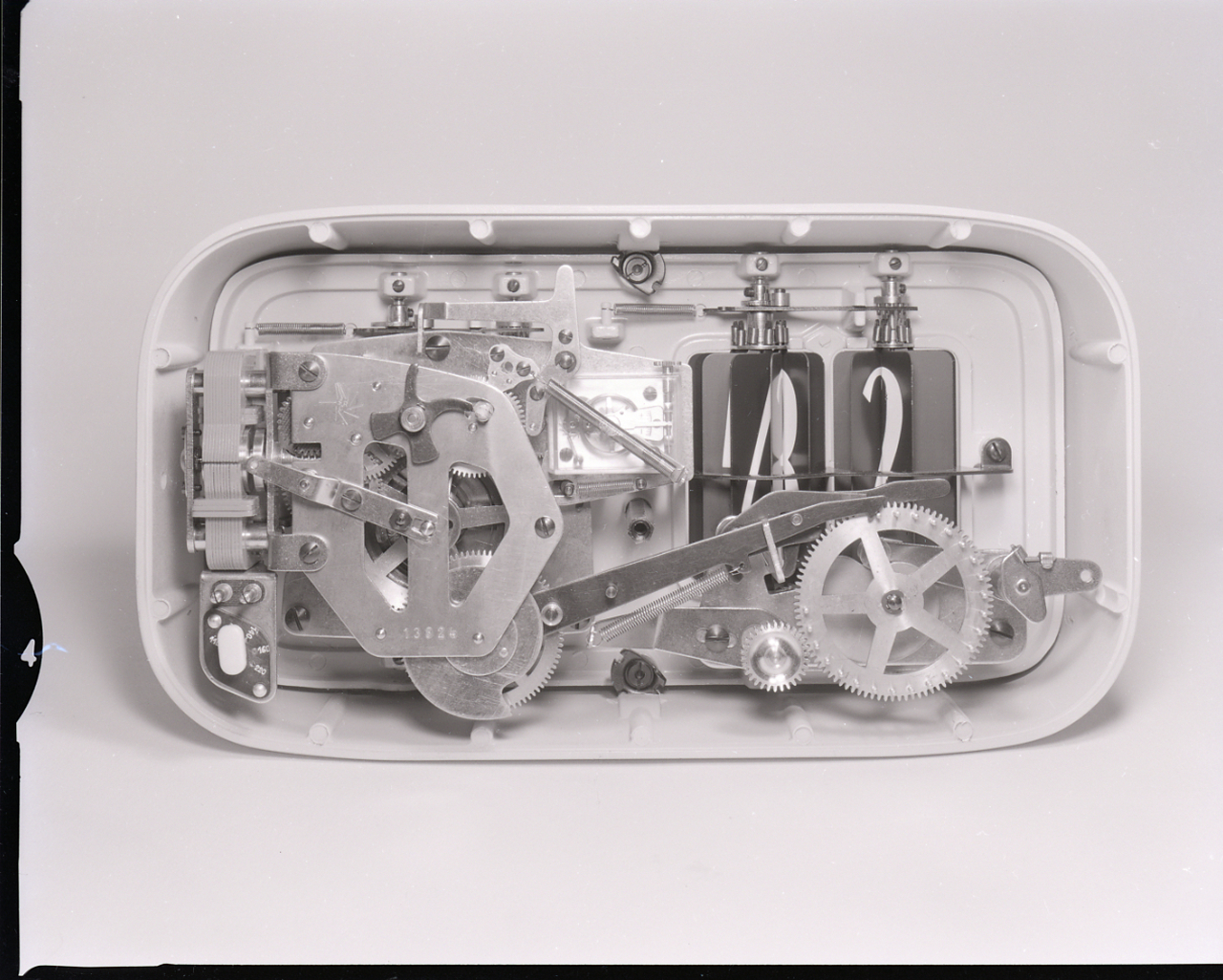
Foto de Paolo Monti, 1965

La nueva empresa, dirigida por Fermo Solari (que poseía el 52,7% de las acciones), siguió desarrollando las intuiciones de Remigio. La red comercial nacional y extranjera crecía constantemente, al igual que la producción de los avanzados sistemas de información que se instalaban en aeropuertos y estaciones de numerosos países, y de los que Solari en ese momento era el único fabricante en el mundo.
A principios de los años 1960, la evolución social del país y las primeras reivindicaciones salariales influyeron en la gestión financiera de la empresa. Una de las iniciativas destinadas a promover la cohesión entre dirección y producción, promovida por Fermo, fue la emisión de acciones preferentes, distribuidas a los trabajadores en proporción a su actividad: una medida que provocó bastante conflicto entre los accionistas.
Este y otros desacuerdos llevaron al fin de la empresa familiar en 1964: con la venta del 60% de las acciones a Pirelli Spa de Milán se evitó que el crecimiento de la empresa se viera obstaculizado. De hecho, no había ningún "delfín" dispuesto a sustituir a Fermo (que nunca tuvo hijos) al frente de la empresa y la falta de cohesión en la cúpula corría el riesgo de comprometer las opciones estratégicas para la expansión del negocio.

### De 1964 a 1988: Pirelli
Con el cambio de propiedad, Pirelli firmó un acuerdo mediante el que se designó a Fermo presidente de la empresa para los 10 años siguientes.
En este período, la presidencia entró a menudo en conflicto con las opciones estratégicas de la empresa matriz: la empresa familiar siempre había adoptado un enfoque de crecimiento cauteloso y mesurado, pero el nuevo dueño, un gigante industrial, adoptó en cambio una política expansionista que preveía la apertura de más fábricas, estrategia a la que Fermo Solari se opuso firmemente.
Tras un cambio de gestión, una modificación de la red comercial (basándola en concesionarios en lugar de representantes), el desarrollo de algunos productos que no cumplían con las demandas específicas del mercado (que atravesaba una fase de profundos cambios) y una gestión de atención al cliente que no siempre fue la más adecuada, Solari entró en un período de crisis.
El intento de compra del competidor Boselli fue una operación que no dio los resultados deseados. El nombre de «Solari &C. spa» cambió en 1984 a «Solari Udine spa», con motivo de su venta a otra sociedad del grupo industrial Pirelli (movimiento financiero estratégico, destinado a compensar un período administrativo que terminó con grandes pérdidas con los buenos resultados del nuevo dueño).
La medida no sirvió para revivir la suerte de la empresa, lo que llevó a Pirelli a vender la compañía al grupo Fornara en 1988.

### De 1988 a 1994: Fornara
El grupo financiero-industrial turinés Fornara, presidido por Guido Accornero, compró Solari con 400 empleados por 20 mil millones de liras, y que había cerrado el ejercicio anterior con 29 mil millones de facturación y un resultado económico ligeramente negativo.
En 1992, Solari tenía un volumen de negocios de 60 mil millones y 300 empleados, pero entró en crisis debido a las dificultades financieras de la empresa matriz Fornara, a la que Solari había concedido un préstamo nunca reembolsado de 16 mil millones de liras, terminando el ejercicio del año 1992 con un resultado negativo de 9 mil millones de liras. y patrimonio neto negativo por 7 mil millones
A pesar de las dificultades financieras, la empresa mantuvo su capacidad de producción casi intacta: con la intervención financiera de la región de Friuli Venezia Giulia, Friulia y del empresario Massimo Paniccia (nacido en 1947), según las disposiciones de la Ley Prodi (ley 95/79), la empresa se salvó de la quiebra.
El 7 de febrero de 1994, se alquiló una sucursal empresarial a la recién fundada "Solari di Udine SPA" (controlada por Friulia, que poseía el 35% de la misma y por algunos directivos de la propia Solari Udine), presidida y dirigida por Paniccia. En septiembre del año siguiente la sucursal comercial fue comprada en subasta por el mismo inquilino, al mismo tiempo que se realizaba una ampliación de capital de este último en la que participaban Paniccia, los directivos que ya habían participado, Friulia y Arca Merchant (un banco de inversión).

### Desde 1994: Paniccia
A pesar de las dificultades iniciales, desde 1994 la nueva administración emprendió un proceso de reestructuración corporativa que permitió a Solari retomar su senda de crecimiento, sin contratiempos. En los veinte años siguientes no se registraron más cierres deficitarios.
El relanzamiento se produjo a través de una política de realineamiento al mercado por parte del área de investigación y desarrollo, centrándose en la innovación de productos y las tecnologías más recientes: a los cinco años desde el cambio de dirección, Solari di Udine volvió a ser líder mundial en el sector de sistemas de información.
Al mismo tiempo, en este mismo período, F.lli Solari de Pesariis (que nunca había dejado de operar en el sector de la relojería industrial y de la gestión de asistencia) había perdido competitividad, también debido a la renacida vitalidad de la otra parte del grupo. Entre 1996 y 1997 atravesó graves dificultades económicas y también en su caso fue Friulia la que intervino, pero en 1998 Solari de Udine la adquirió, reunificando la trayectoria de las dos empresas que se habían dividido en 1940.

## Ejemplos
- Para su conversión en el TWA Hotel que se inauguró en 2019,[9] la restauración completa del TWA Flight Center en el Aeropuerto Internacional John F. Kennedy incluyó su clásico panel de tablillas Solari con funcionamiento mecánico original auténtico, fabricado en Italia en 1962.[10]
- El tablero Solari de la Estación de la Calle 30 en Filadelfia, Pensilvania, funcionó allí desde la década de 1970 hasta 2018, siendo el último en funcionar en una estación de  la compañía Amtrak. El tablero se trasladó posteriormente al Museo del Ferrocarril de Pensilvania.[1]
- La Estación de Pensilvania en la ciudad de Nueva York dispuso de un tablero Solari desde 1967 hasta 1985. Su eliminación disgustó al público, aunque los paneles de información posteriores imitan algunos aspectos del tablero Solari original.[11]